# National Symphony Orchestra

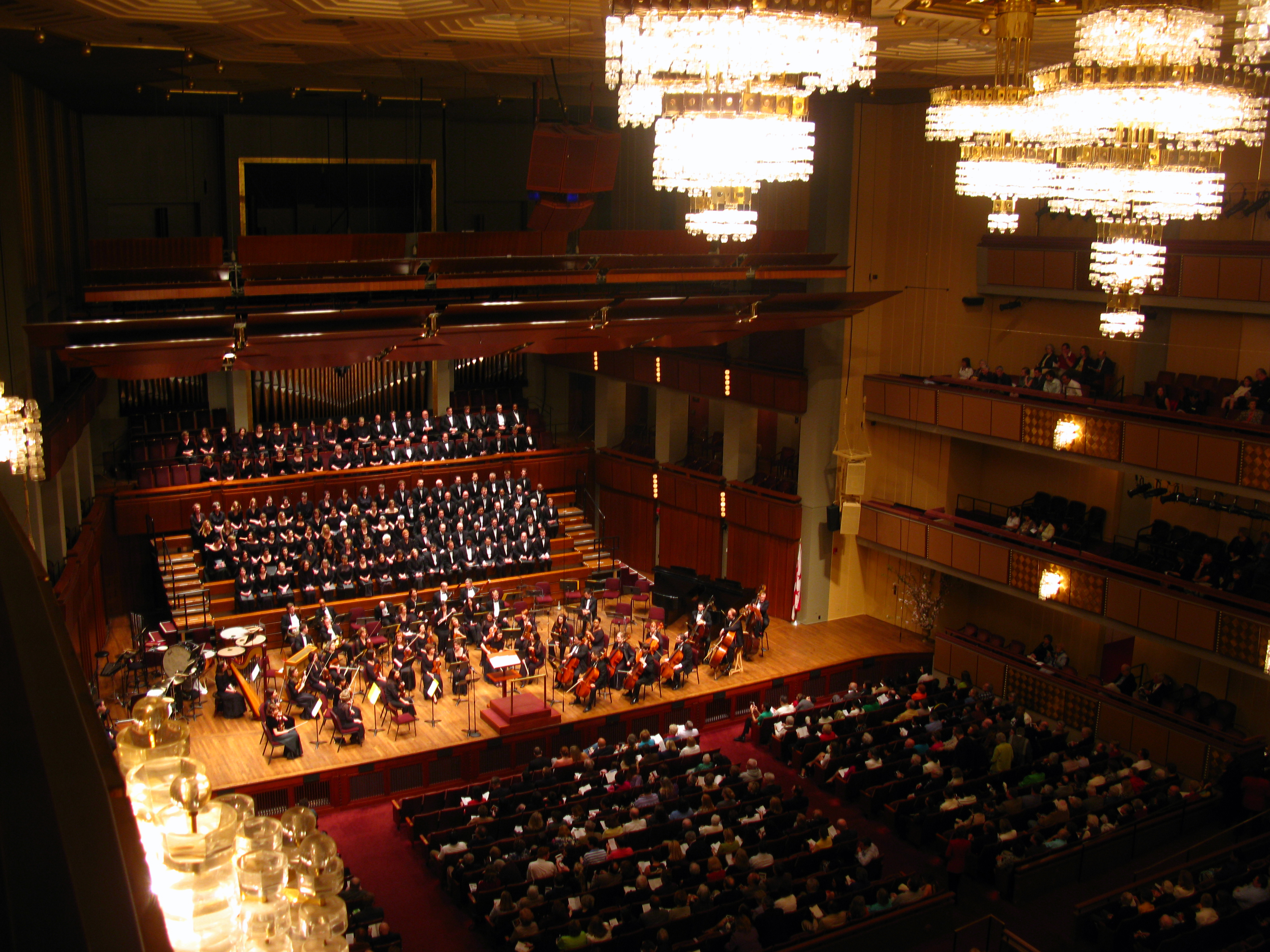
Das National Symphony Orchestra im Kennedy Center, 2009

Das National Symphony Orchestra (NSO), gegründet 1931, ist ein US-amerikanisches Orchester mit Sitz in  Washington, D.C. Es spielt überwiegend in der Concert Hall des John F. Kennedy Center for the Performing Arts.

## Gründung, Geschichte
Mehrere Gründungsversuche für ein Sinfonieorchester in Washington D.C. scheiterten. Beispielsweise bestand das Washington Philharmonic gerade ein Jahr lang, rund um die Jahrhundertwende, und auch das Washington Symphony Orchestra, gegründet vom Komponisten Reginald De Koven im Jahr 1902, eingestellt 1905, kurzfristig wieder belebt 1907, hatte keine lange Überlebensdauer. Als sich folglich einige Musiker aus der Bundeshauptstadt zusammentaten und am 31. Januar 1930 als The National Symphony Orchestra of Washington, D.C. ein Konzert gaben, zweifelten viele an der Möglichkeit einer Institutionalisierung.

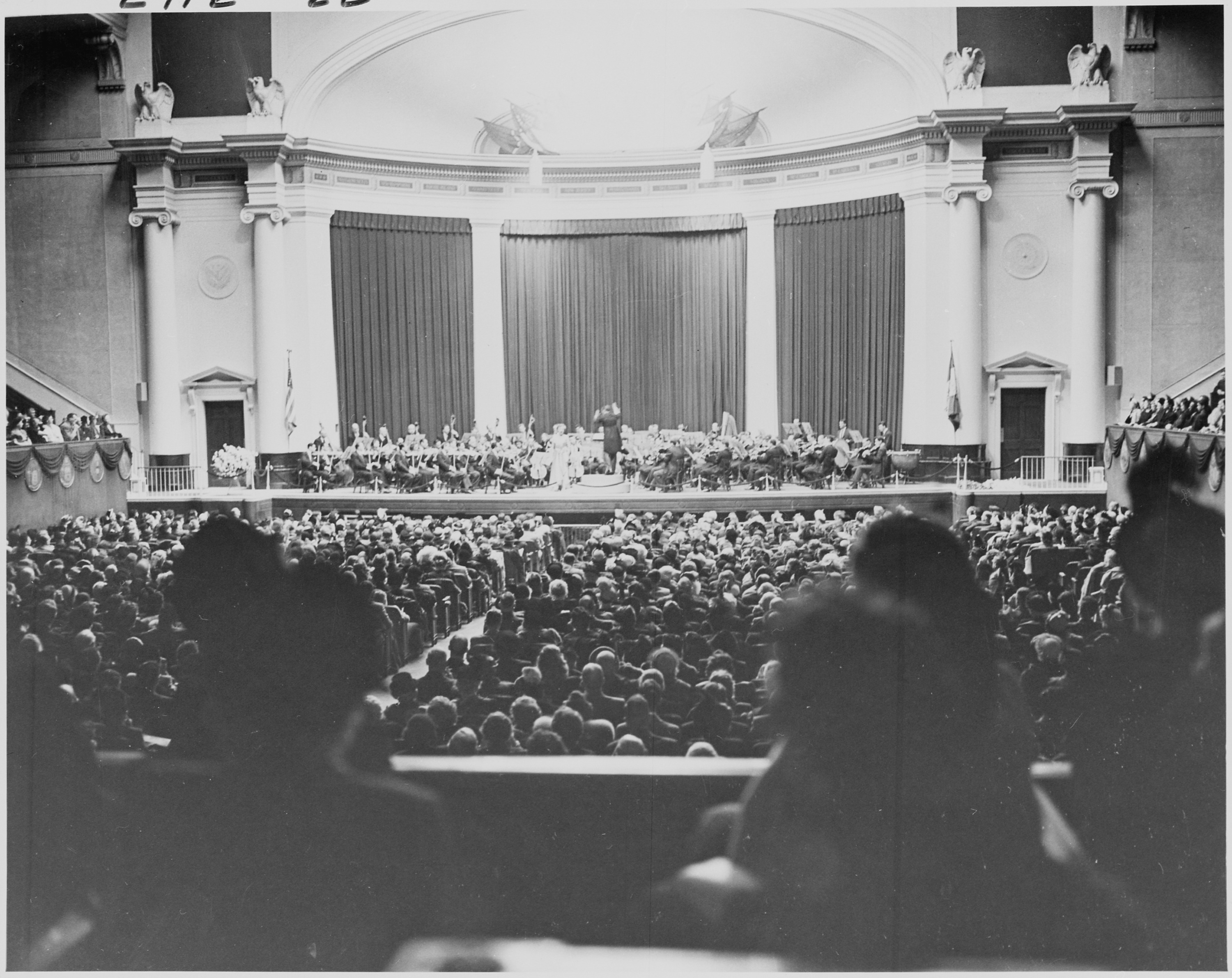
Margaret Truman und das NSO in der Constitution Hall, 27. November 1949

Jedoch bereits die erste reguläre Saison 1931/32 des NSO umfasste 24 Konzerte, heute bestreitet das Ensemble 175 Konzerte jährlich. In den ersten Jahren seines Bestehens spielte das NSO in der DAR Constitution Hall. Unter der Leitung des ersten Chefdirigentens Hans Kindler bekamen die Musiker ein wöchentliches Honorar von 40 US-$, jeweils für drei Proben und ein Konzert. Die Spielzeit dauerte fünf Monate und solange wurden die Musiker auch bezahlt. Erstes weibliches Mitglied des Orchesters war die Harfenistin Sylvia Meyer, die 1933 ins NSO aufgenommen wurde.

Lageplan des Kennedy Centers

1971 wurde das John F. Kennedy Center for the Performing Arts eröffnet, ein riesiges Bauwerk am Potomac mit drei großen Sälen. Der größte ist mit 2.442 Plätzen die Concert Hall, einer der größten Konzertsäle der Welt, in der Anordnung von Podium, Orgel und Sitzplätzen der Struktur vieler europäische Konzertsäle nachgebaut – beispielsweise dem Großen Saal des Mozarteums in Salzburg oder dem Goldenen Saal des Wiener Musikvereins. Das in der Mitte des Gebäudekomplexes gelegene Opera House hat rund 2.300 Sitzplätze, das überwiegend für Sprechstücke und Musicals genutzte Eisenhower Theater 1.136. Das NSO eröffnete sein neues Konzerthaus feierlich am 9. September 1971 mit einem Konzert, geleitet vom dritten Chefdirigenten des Ensembles, Antal Doráti. Seither finden die Konzertreihen des Orchesters im Kennedy Center statt. Im Jahr 1986 wurde die Partnerschaft zwischen Orchester und Veranstaltungsort neu strukturiert, das NSO wurde Artistic Affiliate des Kennedy Centers.
Von 2010 bis 2017 war der deutsche Dirigent Christoph Eschenbach Chefdirigent des Orchesters und wurde nach Ablauf seines Vertrages im Sommer 2017 zum Conductor Laureate, zum Ehrendirigenten, bestellt. Seit 2011 fungiert Steven Reineke als Principal Pops Conductor des Orchesters. Der kanadische Orgelbauer Casavant Frères entwarf und konstruierte im Jahr 2012 eine neue Orgel. Die Kosten für das neue Instrument in Höhe von zwei Millionen US-Dollar wurden von David Rubenstein, dem Vorsitzenden des Kennedy Centers, persönlich übernommen.
Gianandrea Noseda, der das Orchester erstmals im Jahr 2011 dirigierte, wurde im Januar 2016 als Nachfolger Eschenbachs bestellt. Sein Vertrag lief vorerst ab 2017 für vier Spielzeiten und wurde im September 2018 um weitere vier Jahre bis 2025 verlängert.
Zu den namhaften früheren Orchestermitgliedern zählt der Kontrabassist Harold Robinson (im NSO 1985–1995).

## Aufgaben des Orchesters

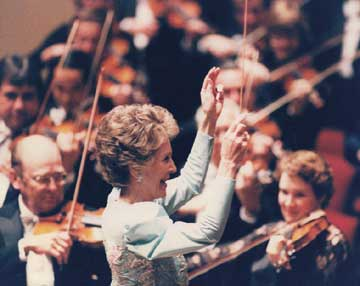
First Lady Nancy Reagan dirigiert das NSO, 27. März 1987

Das National Symphony Orchestra spielte im Jahr 1932 erstmals bei der Inauguration eines amerikanischen Präsidenten, Franklin Delano Roosevelt, und nahm diese Aufgabe auch bei folgenden Inaugurationen wahr – ausgenommen im Jahr 1972, der Amtseinführung der zweiten Amtszeit von Richard Nixon, der dafür das Philadelphia Orchestra einlud. Das Orchester wird auch für eine Reihe von Staatsempfängen und andere offizielle Anlässe eingesetzt.

## Chefdirigenten
- 1931–1949: Hans Kindler
- 1949–1969: Howard Mitchell
- 1970–1977: Antal Doráti
- 1978–1994: Mstislaw Rostropowitsch
- 1996–2008: Leonard Slatkin
- 2006–2009: Iván Fischer (Erster Gastdirigent)
- 2010–2017: Christoph Eschenbach
- ab 2017: Gianandrea Noseda

Belege zu den Bestellungen der Chefdirigenten: 

## Weitere bedeutende Dirigenten
- Vladimir Ashkenazy
- Jiří Bělohlávek
- James Conlon
- Stéphane Denève
- Christoph von Dohnányi
- Rafael Frühbeck de Burgos
- James Gaffigan
- Vadim Gluzman
- Jesús López Cobos
- Lorin Maazel
- James MacMillan
- Kurt Masur
- Anne Akiko Meyers
- Helmuth Rilling
- Nikolaj Znaider

## Aufnahmen (Auswahl)
Eine vollständige Liste aller Tondokumente des NSO findet sich auf dessen Website.
- Bernstein: An American Songfest. Mit Clamma Dale, Rosalind Elias, Nancy Williams, Neil Rosenshein, John Reardon, Donald Gramm. Dirigent: Leonard Bernstein. Deutsche Gramophon 2531 044; 415 965-2.1977.
- Mussorgsky: Boris Godunow. Mit Ruggero Raimondi (Boris Godunow), Catherine Dubosc (Xenia), Vyacheslav Polozov (Mönch), Paul Plishka (Pimen), Kenneth Riegel (Schuiski), Romuald Tesarowicz (Warlaam), Galina Wischnewskaja (Marina Mnischek), Nicolai Gedda (Grigori Otrepjew), The Oratorio Society of Washington, Choreinstudierung: Robert Shafer, The Choral Arts Society of Washington, Choreinstudierung: Norman Scribner, National Symphony Orchestra, Dirigent: Mstislaw Rostropowitsch. Aufgenommen 1991, Warner Music Group Germany (The Erato opera collection) 2010.